# 鍾祥戰鬥 (1939年)
鍾祥戰鬥發生於1939年12月12日－1940年1月28日，地點則是在中國鄂中一帶。是抗日戰爭主要戰鬥之一，交戰一方為國民革命軍，另一方則為日軍。